# Distributed Computing Environment
Das Distributed Computing Environment (DCE) ist ein Industriestandard für verteilte Anwendungen.
Als die Vernetzung von heterogenen uneinheitlichen Computersystemen zu Beginn der 1990er Jahre zunahm, stellte die Open Software Foundation ein Konzept für die Architektur verteilter Computersysteme vor. Distributed Computing Environment (DCE) bietet eine Reihe an Diensten und Werkzeugen wie Sicherheitsdienste oder Verzeichnisdienste.
DCE beruht auf drei Grundlagen:
- Client-Server-Modell: zur Strukturierung
- Remote Procedure Call: zur Kommunikation der verschiedenen verteilten Programme untereinander
- Gemeinsame Datenhaltung

Mit DCE wurde ein großer Schritt in Richtung Architekturvereinheitlichung getan, welche vorher herstellerspezifisch waren. Das Konzept in Software für verschiedene Plattformen umzusetzen wurde jedoch nach kurzer Zeit aufgegeben. Ähnlich wie dem OSI-Modell war auch DCE kein Erfolg vergönnt, die zugrundeliegenden Konzepte aber haben sich durchgesetzt.
Mittlerweile hat die Open Group ihre DCE-Implementierung unter die  LGPL gestellt, bietet aber trotzdem eine Lizenz für Entwickler von proprietärer Software an.

## Allgemeiner Überblick
Beim Distributed Computing (englisch für Verteiltes Rechnen, auch Dezentralisiertes Rechnen oder Verteilte EDV) geht es um eine organisierte Technik, bei der einzelne Prozesse einer auf verschiedenen Computern verteilten, laufenden Anwendung (ein Computer-Programm) ein gemeinsames Ergebnis berechnen.